# Giorgetto Giugiaro
Giorgetto Giugiaro (pronunție în italiană [dʒorˈdʒetto dʒuˈdʒaro]; n. 7 august 1938) este un designer italian de automobile. El a lucrat la supermașini și vehicule populare de zi cu zi. El s-a născut în Garessio, Cuneo, Piemont.
Giugiaro a fost numit Car Designer of the Century în 1999 și a fost inclus în Automotive Hall of Fame în 2002.
Pe lângă mașini, Giugiaro a proiectat camere video și foto pentru Nikon, Promenada de navigație din Porto Santo Stefano, în 1983, orga catedralei din Lausanne (compusă din aproximativ 7000 de țevi) în 2003 și a dezvoltat o nouă formă de paste, "Marille". De asemenea, a proiectat câteva modele de ceasuri pentru Seiko, în principal cronografe de curse, precum și mobilier de birou pentru Okamura Corporation.

## Legături externe
- Bontempi Minstrel Arhivat în 31 august 2004, la Wayback Machine.
- Italdesign, Giugiaro's industrial design group
- BMW Designers  Arhivat în 18 octombrie 2012, la Wayback Machine. An overview of automotive designers working for BMW.